# 502 f.Kr.
| 502 f.Kr.          |
| ------------------ |
| Dødsfald - Fødsler |

Se også 502 (tal)

## Begivenheder
- Oprøret på Naxos